# Congreso TV
Congreso TV es un canal de televisión por suscripción peruano, especializado en transmitir las sesiones del Parlamento, programas de política, además que cuenta con una programación de documentales como los de Promperú y otros.

## Historia
Fue fundado oficialmente a mediados de 2005 por el  gobierno peruano. Antes de eso, estuvo a prueba cuando existía Cable Mágico en el canal 95 con una duración de ciertas horas. Ya durante el gobierno de Alan García Pérez, empezó el canal a modernizarse y llegó a tener 24 horas de programación con una nueva imagen corporativa.
En 2012, el canal comienza a emitir en el subcanal virtual 7.2 de la TDT (multiplex de TV Perú). Un año después, en 2013, cesó sus emisiones por señal abierta, por lo que su señal en la TDT comenzó a retransmitir a TV Perú en resolución estándar (véase TV Perú 7.2).
A partir del 2013, algunos programas de Congreso TV comenzaron a ser retransmitidos por TV Perú durante las mañanas de lunes a viernes. En 2018, estos programas son trasladados al horario nocturno.
Un año después, en 2019, Congreso TV cesa temporalmente sus ediciones tras la Disolución del Congreso de la República, y su bloque de programación TV Perú SD (como El Congreso Informa) también es retirado del canal. En marzo de 2020, con la instalación del Congreso Extraordinario, Congreso TV reaparece con nueva imagen. El IRTP transmitió desde mayo del 2020 el programa Debate Democrático por las noches.
En 2023 Infobae reportó que el Congreso de la República contrató a una proveedora para el proceso de migración a alta definición.